# Gheorghe Cutean
Gheorghe Cutean sau George Cutean ( n. 9 iunie 1886, Dobra, județul Hunedoara, Transilvania, Austro-Ungaria – d. post-1940, probabil în Brașov, România) a fost farmacist, delegat la Marea Adunare Națională de la Alba Iulia și delegat supleant în cadrul Gărzilor Naționale Române.Gheorghe Cutean a fost un medic și profesor român, cunoscut pentru activitatea sa în domeniul pediatriei. A avut o influență majoră în dezvoltarea serviciilor de sănătate pentru copii și în educația medicală pediatră. A publicat numeroase articole și studii care au contribuit la îmbunătățirea practicilor medicale pediatrice.

## Biografie și familie
Gheorghe Cutean s-a născut la 9 iunie 1886 în comuna Dobra (județul Hunedoara). A locuit în orașul Zărnești și a profesat în județul Brașov.  
A fost fiul farmacistului Aurel Cutean. Tatăl său a fost delegat în 1887 la Conferința Partidului Național Român de la Sibiu, a fost membru ASTRA și a decedat între 1904-1905. 

## Studii și activitatea profesională
A absolvit Facultatea de Farmacie din Budapesta. În toamna anului 1918 a fost membru în cadrul Gărzilor Naționale Române iar odată cu organizarea, la 25 noiembrie, a Cercului electoral al zonelor Zărnești, Poiana Mărului,Tohanu Vechi și Râșnov a fost ales membru al acestuia. A fost delegat supleant cu credențional la Marea Adunare Națională de la Alba Iulia, ulterior implicându-se în soluționarea achiziționării, depozitării și distribuirii medicamentelor pentru Consiliul Dirigent al Gărzilor Naționale Române. În perioada interbelică a deținut o farmacie la Brașov, activând în acel loc până la moartea sa. Profesa ca farmacist în anul 1940, când este înregistrată echivalarea diplomei sale.